# Dactylispa excisa
Dactylispa excisa là một loài bọ cánh cứng trong họ Chrysomelidae. Loài này được Kraatz miêu tả khoa học năm 1879.